# John J. Turin
John J. Turin (1913-1973) was een Amerikaans wiskundige en fysicus, vooral werkzaam op het gebied van de astronomie. Hij was onder andere directeur van het Ritter Astrophysical Research Center van de Universiteit van Toledo, Ohio. Een aantal patenten, onder andere met betrekking tot warmteoverdracht, staan op zijn naam.
Na zijn overlijden werden verschillende prijzen naar hem genoemd, onder andere de John J. Turin Memorial Service Award en de John J. Turin Award for Outstanding Career Accomplishments in Physics. 

## Publicaties
- Gas-air-oxygen combustion studies, 1951
- Artikelen in The Astronomical Journal